# Pierre-Vincent Varin de La Brunelière
Pierre-Vincent Varin de la Brunelière, né le 13 octobre 1752 à Rennes et guillotiné le 20 juin 1794, est un homme politique de la Révolution française.

## Biographie
D’une famille qui a donné beaucoup de magistrats à la ville de Rennes, il était le fils de Paul-Antoine Varin de la Brunellière, avocat au Parlement de Bretagne, et de Perrine Gault de La Galmandière, fille du substitut du procureur général au Parlement de Bretagne.
Avocat au Parlement de Bretagne, Varin, acquis aux idées nouvelles qui secouaient la société française dans la période prérévolutionnaire fut élu, en 1789, député suppléant du tiers état de la sénéchaussée de Rennes aux États-Généraux et alla siéger à l’Assemblée nationale au mois d’octobre, après la mort de Huard. Il vota la plupart du temps avec la majorité de l’Assemblée et ne se fit pas particulièrement remarquer au cours des débats. Néanmoins, membre du comité des rapports, il fit poursuivre les auteurs des troubles d’Ingrandes et décréter l’accusation du cardinal de la Rochefoucauld, comme auteur d’écrits fanatiques. On a également de lui, au nom de ce comité un long rapport imprimé dans l’affaire de Toulouse-Lautrec.
Après la dissolution de l’Assemblée, dont il avait été secrétaire au mois de décembre 1790, Varin fut élu membre du directoire du département d'Ille-et-Vilaine, et fit partie du parti des modérés, contre Sevestre et les Jacobins.
Après les journées du 31 mai et du 2 juin 1793, l’administration d’Ille-et-Vilaine s’insurgea contre les proscripteurs de la Gironde, et Varin fit partie, en juillet 1793, du bureau de l’Assemblée centrale de résistance à l’agression montagnarde des départements de l’Ouest réunis à Caen. Mal lui en prit : arrêté comme fédéraliste, il fut traduit devant le tribunal révolutionnaire et guillotiné à Paris à la barrière du Trône.

## Famille
De Marie-Angélique-Jeanne Bruté de Rémur (fille de Gabriel Bruté de Rémur), qu’il avait épousée à Rennes, le 12 mars 1777, Varin laissait plusieurs enfants, parmi lesquels Brice-Marie, né à Rennes, le 10 février 1782, qui devint procureur général près la Cour d'appel de Rennes sous la Restauration, et mourut en 1849 (dont un fils Charles, ancien chef de bureau au ministère de l’intérieur, et Mme de Bouttemont, mère de Fournier de Bellevue) ; et Marie-Thérèse-Julienne, née en 1783, religieuse hospitalière à Rennes, dont la vie a été publiée, peu après sa mort, en 1832.
Il est essentiel de ne pas confondre Pierre-Vincent Varin avec son frère Julien-Paul, qui fut conservateur des hypothèques à Rennes.
Pareillement, ne pas confondre avec député d'Ille-et-Vilaine au Conseil des Cinq-Cents, François Varin de La Guerche qui mourut à Rennes le 10 décembre 1826, après avoir été directeur des domaines. 
Tous les recueils biographiques qui ont parlé de Pierre-Vincent Varin ont ignoré sa mort parce qu'ils l'ont confondu avec son frère Julien-Paul en ne faisant qu'un seul personnage des deux frères.

## Mémoire
Une rue de la ville de Rennes a reçu le nom de Pierre-Vincent Varin de La Brunelière.